# Крупные области с низкой скоростью сдвига

Анимация областей с низкой скоростью сдвига на основании данных сейсмической томографии.

Крупные области с низкой скоростью сдвига (англ. Large low-shear-velocity provinces, LLSVP) — структуры нижней части мантии Земли, прилегающие к внешнему ядру планеты. Провинции характеризуются медленными скоростями сдвиговых волн и были обнаружены сейсмической томографией.
Различают африканскую и тихоокеанскую крупные области (англ. superplumes), которые в поперечном направлении имеют размер несколько тысяч километров, вертикальное распространение областей от внешнего ядра в глубину мантии достигает тысячи километров. Общий объём областей составляет 8% от объёма мантии или 6% от всего объёма Земли.

## Сейсмологические данные
Области LLSVP были обнаружены в полномантийных сейсмотомографических моделях как элементы с малой скоростью сдвиговых волн в нижней части мантии, расположенные под Африкой и под Тихим океаном. Границы областей оказываются достаточно согласованными во всех рассматриваемых моделях.
Толщина областей составляет примерно 200 км, и они прилегают к границе мантия-ядро.
Области расположены вдоль экватора по большей части в южном полушарии. Глобальные томографические модели показывают плавные переходы от областей LLSVP к окружающей мантии, однако локальное моделирование обнаруживает, что LLSVP имеют резкие границы.
Разница в скорости свидетельствует о том, что LLSVP отличаются по составу, однако резкость границ затрудняет объяснение существования LLSVP только температурой. На краях LLSVP обнаружены также небольшие зоны сверхнизких скоростей (ULVZ).
Плотность областей LLSVP была определена методом твёрдого прилива. Она оказалась на 0,5% плотнее основной части мантии. Однако приливная томография не может точно сказать, как распределяется избыточная масса. Повышенная плотность может быть объяснена свойствами первичного материала или наличием субдуцированных океанических плит, то есть плит, которые погрузились под другую плиту и ушли в мантию Земли.

## Возможное происхождение
В настоящее время ведущей гипотезой образования LLSVP является накопление субдуцированных океанических плит. Это соответствует местоположению известных кладбищ плит, окружающих Тихоокеанскую LLSVP. Считается, что эти кладбища также являются причиной высокоскоростной зоны, окружающей Тихоокеанские аномалии LLSVP, и, как полагают, образовались зонами субдукции, которые существовали примерно 750 миллионов лет назад, задолго до распада суперконтинента Родиния. Благодаря высокой температуре плита частично расплавляется, образуя плотный тяжелый расплав, который формирует зоны сверхнизкой скорости поперечных волн, расположенные между зонами субдукции и областями LLSVP. Остальная часть материала затем поднимается вверх благодаря химической плавучести и способствует высокому содержанию базальта в срединно-океаническом хребте. В результате этих процессов на границе ядро-мантия формируются небольшие скопления малых плюмов, которые сливаются, образуя более крупные плюмы, а затем объединяются в суперплюмы. В этом сценарии Тихоокеанский и Африканский LLSVP изначально создаются в результате выброса тепла из ядра (4000 K) в гораздо более холодную мантию (2000 K), а расплавленные фрагменты литосферы  помогают управлять конвекционным суперплюмом. Поскольку ядру Земли было бы трудно поддерживать такое высокое тепло само по себе, это свидетельствует о существовании радиогенных нуклидов в ядре, а также указывает, что если литосфера перестанет подвергаться субдукции в местах образования суперплюма, это ознаменует упадок этого суперплюма.
Вторая гипотеза происхождения LLSVP объясняет их образование столкновением Земли с гипотетической планетой под названием Тейя, в результате чего, возможно, образовалась Луна. Предполагается, что LLSVP являются фрагментами мантии этой планеты, которые опустились к границе между ядром и мантией Земли. Высокая плотность этих фрагментов связана с более высоким содержанием оксида железа(II) по сравнению с остальной частью мантии Земли. Высокое содержание оксида железа(II) согласуется с изотопной геохимией лунных образцов, а также базальтов океанических островов, лежащих над LLSVP.